# Negerhollandsk
Negerhollandsk eller negerhollands var et kreolsprog, der blev talt af slaverne på Skt. Thomas og Skt. Jan på de Dansk Vestindiske Øer fra omkring år 1700. Den nederlandske dialekt zeeuws (zeelandsk) dannede basis for sproget, med indflydelse fra andre nederlandske dialekter, dansk, engelsk, fransk, spansk og forskellige vestafrikanske sprog.

## Historie
Betegnelsen negerhollands blev introduceret af Laurent Philippe Charles van den Bergh i artiklen "Iets over het Neger-Hollandsch", der blev publiceret i Taalkundig Magazijn of gemengde bijdragen tot de kennis der Nederduitsche taal [bijeenverzameld door A. de Jager], 3, 4. del. Tidligere blev sproget kaldt forskellige udgaver af ordet kreol, såsom creole, cariolisch, criolisch og creolisch.
Herrnhutiske missionærer introducerede en akrolektisk version af sproget, som de kaldte højkreolsk (Hoch Kreol). I 1770 udgav herrnhuterne en læsebog og en luthersk katekismus på højkreolsk, og i 1781 desuden en oversættelse af Det nye Testamente. Højkreolsk var derefter kirkesprog i de lutherske kirker på Skt. Thomas og Skt. Jan frem til 1830-erne.
Negerhollandsk blev op gennem 1800-tallet gradvis fortrængt af engelsk som skolesprog og det engelskbaserede kreolsprog Virgin Islands English Creole som talesprog, og var ikke længere i almindelig brug på Skt. Thomas og Skt. Jan i 1890-erne. På Skt. Croix var omgangssproget allerede et engelskbaseret kreolsprog ved Danmarks køb af øen fra Frankrig i 1733, og negerhollandsk taltes kun indbyrdes af enkelte slaver født på de to andre øer.
Den nederlandske antropolog Jan Petrus Benjamin de Josselin de Jong undersøgte talesproget i 1926, og amerikaneren Robert Nelson ti år senere, og de fandt nogle få negerhollandsk-talende, hovedsagelig på St. Jan, men de brugte efter eget udsagn ikke sproget offentligt af frygt for at blive anset som særlinge.
I slutningen af 1970-erne undersøgte den amerikanske forsker Anne Graves talesproget, blandt andet interviewede hun Alice Stevens, der havde negerhollandsk som modersmål, fordi hun blev opdraget af sine bedsteforældre, der tilhørte den sidste generation som brugte sproget i daglig tale. 
Efter jerntæppets fald i 1989 blev det enklere for vestlige forskere at få adgang til Brødremenighedens arkiver i Herrnhut. I arkiverne fandt man et stort antal manuskripter skrevet på negerhollandsk. Blandt disse var ikke bare bibeltekster men også omkring 150 breve skrevet af slaver i 1700-tallet.
Alice Stevens var den sidste person med negerhollandsk som modersmål, så da hun døde i 1987 uddøde sproget, men det findes bevaret i en del skriftlige kilder fra 1700-tallet og frem til omring 1900. 
Adskillige ord fra negerhollandsk indgår i øernes engelskbaserede kreolsprog Virgin Islands English Creole, der stadig tales.

## Andre kreolsprog
Negerhollandsk var det eneste nederlandsk baserede kreolsprog i Caribien, da slaverne på de nederlandske kolonier i Antillerne talte kreolsprog baseret på hhv. portugisisk og vestafrikanske sprog (papiamentu på Curaçao, Bonaire og Aruba) og engelsk (Netherlands Antilles Creole på Sint Eustatius, Saba and Sint Maarten). Papiamentu har dog et betydeligt nederlandsk islæt i sit ordforråd. 
I Guyana i Sydamerika udvikledes to andre kreolsprog, der ligesom negerhollandsk var baseret på zeeuws; det nu uddøde skepi og berbice-nederlandsk, der fortsat tales.

## Forskning
Forskningen i negerhollandsk kan inddeles i to grene:
1. Undersøgelse af det talesprog i det 20. århundrede ved hjælp af optagelser af de sidste talende og fonetiske optegnelser.
2. Undersøgelse af det skriftsproget (både Hoch Kreol og talesprogsnært "lavkreolsk") før det 20. århundrede.

Robin Sabino (Auburn University) og Gilbert Sprauve (University of the US Virgin Islands) forsker i talesproget, mens skriftsproget udforskes af blandt andet Hans den Besten (Universiteit van Amsterdam), Peter Stein (Universität Regensburg), Thomas Stolz (Duitsland) og Cefas van Rossem og Hein van der Voort (Radboud Universiteit Nijmegen).